# La Chapelle-Thireuil
La Chapelle-Thireuil era una comuna francesa situada en el departamento de Deux-Sèvres, de la región de Nueva Aquitania, que el 1 de enero de 2019 pasó a ser una comuna delegada y el sede de la comuna nueva de Beugnon-Thireuil.

## Geografía
Situada al oeste del departamento, a 25 km al suroeste de Parthenay.

## Historia
El 1 de enero de 2019, pasó a ser una comuna delegada y el sede de la comuna nueva de Beugnon-Thireuil al fusionarse con la comuna de Le Beugnon.

## Demografía
| 676 | 617 | 610 | 514 | 506 | 452 | 431 | 436 |
| Para los censos de 1962 a 1999 la población legal corresponde a la población sin duplicidades (Fuente: INSEE [Consultar]) |     |     |     |     |     |     |     |